# Пец, Гартвиг
Гартвиг Фреймунд Пец (28 марта 1822, Байройт, Бавария — 17 апреля 1892, Мюнхен) — германский баварский экономист, историк культуры и научный писатель-краевед.

## Биография
Гартвиг Фреймунд Пец родился 28 марта 1822 года в богатой семье, в Байройте. В детстве хотел стать художником, но не пошёл против воли родителей, видевших для него другое будущее, и получил экономическое образование: сначала учился в гимназиях в родном городе, Регенсбурге и в Мюнхене, затем окончил университет в Эрлангене, где изучал экономику, богословие и право.
Служил сначала финансовым комиссаром во Франконии, затем сотрудником министерства финансов в Верхней Баварии. В 1859—1860 годах работал в Тростберге, в 1860—1882 годах в Траунштейне и в 1882—1892 годах в Мюнхене. Дослужился до чина регирунгсрата.
Не оставляя службы, написал ряд историко-географических работ, посвящённых Баварии. Самая известная — «Бавария» (1860—1868). Занимался также исследованиями христианского искусства.
Умер в Мюнхене 17 апреля 1892 года.